# Kimmswick
Kimmswick är en ort i Jefferson County i Missouri. Vid 2010 års folkräkning hade Kimmswick 157 invånare.